# Jordi Boixaderas
Jordi Boixaderas i Trullàs (n. Sabadell; 12 de julio de 1959) es un actor de doblaje español de cine, televisión y teatro. Como actor de doblaje es la voz habitual de actores como Sean Bean, Russell Crowe, Dwayne Johnson, Gerard Butler, Bruce Greenwood, Clive Owen y Daniel Craig, así como del personaje Optimus Prime, realizando trabajos tanto en español como en catalán. Además, suele prestar su voz a Javier Bardem cuando hay que doblarlo. Aparte de los actores mencionados, suele doblar con asiduidad a Thomas Haden Church, Dolph Lundgren, Dylan McDermott, Mikael Nyqvist, Ron Perlman, Toni Servillo...
También es locutor publicitario y posee una voz grave que puede ser escuchada en multitud de anuncios españoles.
También destaca su trabajo en televisión, en multitud de series de la cadena autonómica catalana TV3 como Laberint d'ombres, Ventdelplà o El cor de la ciutat, y su dilatada carrera teatral, con montajes como Espectres, de Henrik Ibsen, Muerte de un viajante, de Arthur Miller o el musical A Little Night Music, de Stephen Sondheim y Hugh Weller. Forma parte del reparto que ha representado El método Grönholm (en su versión original en catalán) en Barcelona durante varias temporadas. 
Ha realizado más de 1000 doblajes. Ganó el premio al Mejor actor de televisión de la Asociación de Actores y Directores de Cataluña por Poblenou, telenovela de TV3 en 1994.
Ha trabajado en Quitt, una obra de teatro político-filosófico del autor Peter Handke.

## Número de doblajes de actores más conocidos
- Voz habitual de Russell Crowe (en 33 películas).
- Voz habitual de Sean Bean (en 32 películas).
- Voz habitual de Dwayne Johnson (en 31 películas).
- Voz habitual de Bruce Greenwood (en 24 películas).
- Voz habitual de Gerard Butler (en 21 películas).
- Voz habitual de Clive Owen (en 21 películas).
- Voz habitual de Daniel Craig (en 16 películas).
- Voz habitual de Thomas Haden Church (en 11 películas).
- Voz habitual de Ron Perlman (en 10 películas).

## Principales doblajes
En orden de mayor a menor número de trabajos, Jordi Boixaderas ha doblado las voces de los siguientes actores:
- Voz habitual de Sean Bean (en 22 películas).
- Voz habitual de Russell Crowe (en 21 películas).
  - como Máximo Décimo Meridio en Gladiator (2000).
  - como Terry Thorne en Prueba de vida (2001).
  - como Jack Aubrey en Master and Commander (2003).
  - como James J. Braddock en Cinderella man (2005).
  - como Ben Wade en El tren de las 3:10 (2007)
  - como John Brennan en The Next Three Days (2010).
  - como Robin Hood en Robin Hood (2010).
- Voz habitual de Jackie Shroff (en 5 películas)
  - como Gyanendra Singh en Veer (2009)
  - como  Iqbal Khan en Dhoom 3 (2013)
  - como Charan Galver en Happy New Year (2014)
  - como Gerson Fernandes en Brothers (2015)
  - como Manesh Maklai en Jazbaa (2015)
- Voz habitual de Dwayne Johnson (en 15 películas).
- Voz habitual de Daniel Craig (en 12 películas).
- Voz habitual de Joaquim de Almeida (en 5 películas).
- Voz de Gerard Butler (en 9 películas):
  - como Clyde Shelton  en Un ciudadano ejemplar (2009).
  - como Kable/John Tillma en Gamer (2009).
  - como Uno Dos en RocknRolla (2009).
  - como rey Leónidas en 300 (2007).
- Voz de Bruce Greenwood como John F. Kennedy en Trece días.
- Voz de Kevin Boyle como Turista en ¿?.
- Voz de Javier Bardem como Anton Chigurh en No es país para viejos.
- Voz del presidente de los Estados Unidos en Love Actually.
- Voz de Michael Crabtree como el gobernador Harding en La vida de David Gale.
- Voz de Clive Owen en Hijos de los hombres.
- Voz de Hellboy en Hellboy.
- Voz de Hellboy en Hellboy II: The Golden Army.
- Voz de Jean Claude en Venganza.
- Voz de Dr. Merrit en El último rey de Escocia.
- Voz de Dalton Russell en Plan oculto.
- Voz de Cyril Bench  en Límite vertical
- Voz de Joe Strombel en Scoop.
- Voz de Jim Danvers en En sus zapatos.
- Voz de Thuggish en King Kong.
- Voz de Lyle Van de Groot en George de la jungla.
- Voz de Lyle Van de Groot en George de la jungla 2.
- Voz del coronel en Spirit: El corcel indomable.
- Voz de Mathayus, el rey escorpión en El rey Escorpión.
- Voz de Gebczynski en El pianista.
- Voz de Godofredo en El reino de los cielos.
- Voz de Padre de Chihiro en El viaje de Chihiro.
- Voz de Optimus Prime en Transformers.
- Voz de Optimus Prime en Transformers: la venganza de los caídos.
- Voz de Optimus Prime en Transformers: el lado oscuro de la luna.
- Voz de Optimus Prime en Transformers: la era de la extinción.
- Voz de Vin Diesel como Xander Cage en Triple X.
- Voz de KITT en El coche fantástico (2008)
- Voz de Aldebarán de Tauro en Saint Seiya: The Lost Canvas
- Voz de Aldebarán de Tauro en Los Caballeros del Zodiaco: La Leyenda del Santuario
- Voz de Bayek en Assassin's Creed Origins (Ubisoft, 2017).
- Voz de La Fundación en Fortnite (Epic Games).
- Voz de Leónidas I en Assassin's Creed Odyssey (Ubisoft, 2018).